# Stauranthera
Stauranthera es un género con 13 especies descritas de plantas herbáceas perteneciente a la familia Gesneriaceae. Es originario del sur de Asia.

## Descripción
Son plantas herbáceas perennes o hierbas anuales monocárpicas. Tallo carnoso, suculento, ramificado o no. Las hojas contrarias, las grandes hojas con pecíolo corto o largo, la lámina fuertemente asimétrica, elípticas a ovadas, base fuertemente desigual, ápice agudo - acuminado o romo; escasamente pilosas, el envés pubescente por lo general, las pequeñas hojas reducidas a una pequeña oreja o reniformes. La inflorescencia es terminal, en cimas de una sola flor o flores solitarias que salen de brácteas pequeñas. Sépalos en la parte inferior. Corola  ampliamente campanulada de color azul o blanco, a veces con una mancha amarilla. El fruto es una cápsula con semillas pequeñas, de color negro -marrón, reticuladas.
El número de cromosomas : 2n = 36-40.

## Distribución y hábitat
Se distribuyen  por el noreste de la India y China a lo largo del sur de Malasia hasta Nueva Guinea. Se encuentra en las rocas húmedas y lugares húmedos en la selva tropical de tierras bajas. 

## Taxonomía
El género fue descrito por George Bentham y publicado en Scrophularineae Indicae 57. 1835.
Etimología
El nombre del género deriva de la palabra griega  σταυρος ,  stauros = cruz y ανθηρα ,  anthera = antera, en alusión a las anteras aglutinadas de un modo cruzado.

## Especies
| - Stauranthera argyrescens - Stauranthera brandisii - Stauranthera caerulea - Stauranthera chiritaeflora - Stauranthera ecalcarata - Stauranthera grandifolia - Stauranthera ionantha | - Stauranthera johannis - Stauranthera novoguineensis - Stauranthera parvifolia - Stauranthera philippinensis - Stauranthera tsiangiana - Stauranthera umbrosa |